# 四コマ映画
四コマ映画（よんコマえいが）は、株式会社MCCARINが運営する、映画を四コマ漫画で紹介するCGM型映画レビューサイト。

## 概要
映画を4コマ漫画で紹介する映画レビューサイト。
作品はユーザー投稿とプロマンガ家連載によるもので、その内容は映画の冒頭ストーリーや心象に残るシーン、斬新な設定、個性的な登場人物、制作秘話など描写手法は多岐に渡る。
連載マンガ家は、小山健、花くまゆうさく、ヨシナガ、サカイエヒタ ほか。

## 特徴
投稿された作品はオリジナルのアルゴリズムでスコアを算出し、サイトリニューアル前に機能していた☆評価（現在はブラボー！に変更）ほか、Twitter、FacebookなどのSNSでの拡散数、閲覧数も考慮したポイント制で作品および画伯がランキングされる。

## 沿革
- 2013年4月 - 「四コマ映画」サービス開始
- 2013年8月 - 「第1回コマデミー賞授賞式」特別審査員 有村昆
- 2013年11月 - 「第2回コマデミー賞授賞式」特別審査員 有村昆、江川達也 スペシャルゲスト黒田勇樹